# Hlas onkologických pacientů
Hlas onkologických pacientů, z.s. (zkratka HOP) je zastřešující spolek založený v roce 2021 na základě již existující předchozí spolupráce (v rámci stejnojmenné platformy) trvající od roku 2019. Spolek sdružuje více než 10 nestátních neziskových pacientských a podpůrných organizací, které zastupují zájmy nebo pomáhají onkologickým či hemato–onkologickým pacientům (a jejich blízkým či podporovatelům) s jejich různými potřebami v oblasti zdravotnictví, v sociálních službách a v psychologické podpoře v rámci celé České republiky. Zastřešující organizace HOP pomáhá i lékařům, zdravotním sestrám, pečujícím osobám a osobám blízkým onkologickým pacientům.

## Cíle spolku HOP
Spolek má tyto základní cíle:

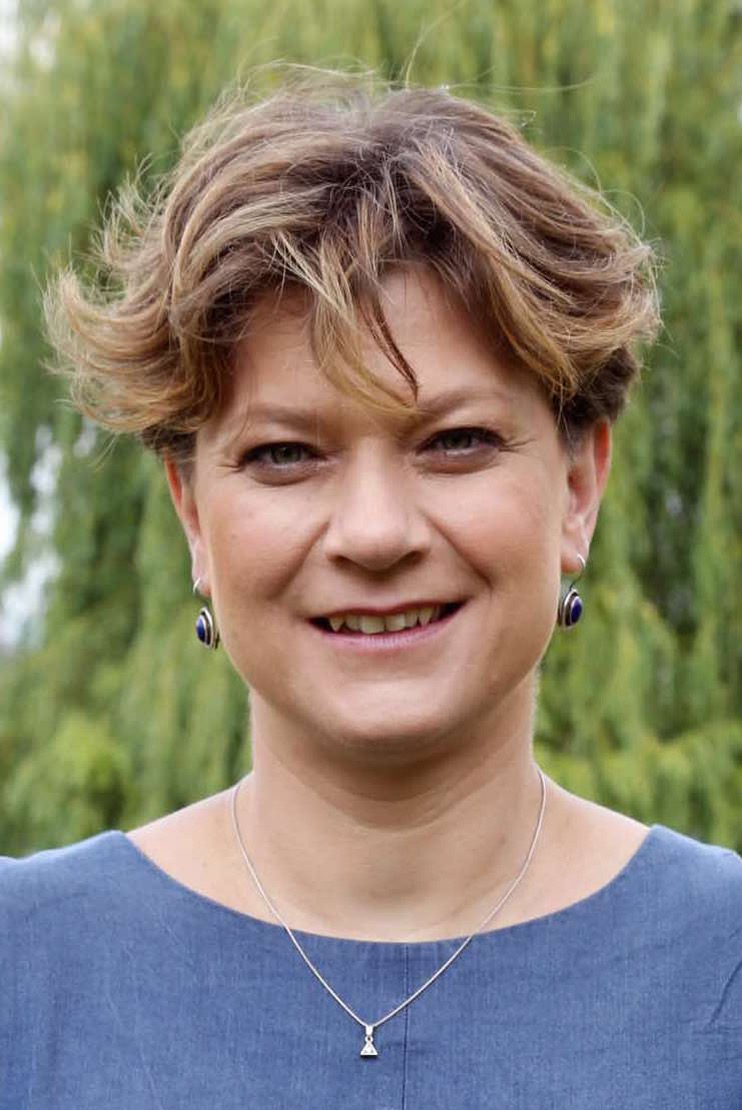
Předsedkyně výboru HOP Mgr. Petra Adámková

- Zastupování, podpora a prosazování zájmů pacientů s onkologickými a hemato-onkologickými onemocněními tak, aby byla v plné šíři zajišťována jejich práva, zájmy a potřeby (komplexní zdravotní, sociální, psychologické).[6][2]
- Zvyšování zdravotní gramotnosti a osvěty (onkologocká onemocnění, prevence) české společnosti a to jak u široké veřejnosti, tak i ve státní správě a dalších institucích.[2]
- Hlavním cílem spolku HOP je pomoc pacientům žít kvalitní život a to navzdory (nebo s) jejich onemocněním.[7]

## Princip práce spolku HOP
Činnost HOP se řídí memorandem, etickým kodexem, stanovami a usneseními sněmu spolku. Na základě těchto dokumentů jsou žadatelské pacientské a servisní organizace přijímány do spolku HOP. Do spolku přijaté dílčí organizace pravidelně (ročně) přispívají do pokladny spolku a svým vstupem do HOP jsou zavázáni ke spolupráci na společných aktivitách spolku. Spolupráce organizací sdružených v HOP se odehrává na principu vzájemného respektu, demokratického rozhodování, transparentnosti a odpovědného přístupu. Každá z organizací má ve spolku HOP svého zástupce, schůzky se konají pravidelně jednou za měsíc a krom toho fungují ještě paralelně různé pracovní skupiny. V pacientské radě ministra zdravotnictví má HOP tři zástupce, v Národní radě pro implementaci Národního onkologického plánu pracují dva zástupci. Spolek má své zastoupení i v Pacientské radě Masarykova onkologického ústavu v Brně.

## Aktivity spolku HOP
Spolek HOP vyvíjí následující aktivity:
- Zlepšování zdravotní gramotnosti pacientů a jejich blízkých. Rovnost přístupu pacientů a jejich bízkých k informacím o onkologických onemocněních, jejich diagnostice a terapii (jak v procesu léčby tak i během následné péče).
- Zvyšování úrovně dispenzarizace, nabízených zdravotních, psychologických, sociálních služeb a podpůrných dávek (jak pro chronicky nemocné, tak i pro osoby na konci života – paliativní péče).
- Hájení práv a zájmů onkologicky nemocných pacientů v následujících oblatech: legislativa, státní zdravotní politika, spolupráce s odbornými lékařskými pracovišti a akademickými institucemi.
- Šíření informačních a edukačních programů týkajících se onkologických onemocnění, preventivních a screeningových programů.[6]
- Poskytování speciálního odborného poradenství všem onkologickým pacientům (tedy i těm, kteří nemají pro svůj typ onemocnění specializovanou pacientskou organizaci), pečujícím či blízkým osobám, ale i zdravotním sestrám nebo lékařům z jiných než onkologických oborů.[5]

## Sdružené organizace
Organizace sdružené ve spolku HOP:
- Aliance žen s rakovinou prsu, o.p.s. (včetně projektu Bellis sdružujícího mladé pacientky s karcinomem prsu);[5]
- Amelie, z.s.;
- Brain Czech, z.s.;
- Dialog Jessenius, o.p.s.;
- České ILCO, z.s.;[5]
- Český občanský spolek proti plicním nemocem (ČOPN);[5]
- Klub pacientů mnohočetný myelom, z.s.;[5]
- Moje plíce, z.s.;
- ONKO Unie, o.p.s.;
- Lymfom Help, z.s.;[5]
- STK pro chlapy, z.s.;[5]
- Veronica, z.ú.[5][9]